# Vandarawella bicolor
Vandarawella bicolor is een hooiwagen uit de familie Assamiidae.